# Snowden (filme)
Snowden (bra: Snowden - Herói ou Traidor; prt: Snowden) é um filme franco-teuto-estadunidense de 2016, dos gêneros drama biográfico e suspense, dirigido por Oliver Stone e lançado em 2016, com roteiro de Kieran Fitzgerald e do próprio Stone, baseado nos livros The Snowden Files, de Luke Harding, e Time of the Octopus, de Anatoly Kucherena.

## Enredo
Ex-funcionário terceirizado da Agência de Segurança dos Estados Unidos, Edward Snowden (Joseph Gordon-Levitt) torna-se inimigo número um da nação ao divulgar a jornalistas uma série de documentos sigilosos que comprovam atos de espionagem praticados pelo governo estadunidense contra cidadãos comuns e lideranças internacionais.

## Elenco
- Joseph Gordon-Levitt como Edward Snowden
  - Edward Snowden como ele mesmo
- Shailene Woodley como Lindsay Mills
- Melissa Leo como Laura Poitras
- Zachary Quinto como Glenn Greenwald
- Tom Wilkinson como Ewen MacAskill
- Scott Eastwood como Trevor James
- Timothy Olyphant como agente da CIA em Genebra
- Ben Schnetzer como Gabriel Sol
- LaKeith Lee Stanfield como Patrick Haynes
- Rhys Ifans como Corbin O’Brian
- Nicolas Cage como Hank Forrester
- Joely Richardson como Janine Gibson
- Robert Firth como Dr. Stillwell